# Daniel Blach
Pour les articles homonymes, voir Blach.
Daniel Blach est un ancien joueur et un entraîneur français de rugby à XV.

## Biographie
Ancien joueur de Castres, Daniel Blach partage son temps entre l'équipe professionnelle du SC Albigeois dont il est l'entraîneur responsable des trois-quarts et son poste de professeur des systèmes automatisés au lycée Louis Rascol d'Albi. Il est notamment l'inventeur du Touch' Trainer, un appareil automatique et programmable permettant au talonneur de s'entraîner au lancer en touche, utilisé par plusieurs clubs de l'élite et l'équipe de France. En 1996, il devient l'entraîneur du Sporting club albigeois.

## Carrière

### Joueur
- Sporting club albigeois : 1977-1983

### Entraîneur
- Sporting club albigeois : 1996-1998
- Sporting club albigeois : 1999-2010

## Palmarès d'entraîneur
- Vainqueur des phases finales (Vice-Champion) du championnat de France Pro D2 : 2006, 2009
- Vice-champion de France de Fédérale 1 : 2002